# Syllepte pactolalis
Syllepte pactolalis là một loài bướm đêm trong họ Crambidae.